# ИФ Бромапойкарна
Идротсфьоренинген Бромапойкарна (на шведски: Idrottsföreningen Brommapojkarna) е шведски футболен отбор от квартал Брома на Стокхолм. Състезава се в най-високото ниво на шведския футбол групата Алсвенскан.